# František Hečko
František Hečko (pseudonymy Rastislav Zvončiansky, Elena Rubačová, Marek Habdža, Štefan Čulek a j.; 10. června 1905, Suchá nad Parnou – 1. března 1960, Martin) byl slovenský básník, spisovatel-prozaik, redaktor a publicista, manžel slovenské spisovatelky Márie Jančové.

## Životopis
Narodil se v rodině vinohradníka a své vzdělání získal v Suché nad Parnou, Bratislavě, Košicích a v Praze. Pracoval na velkostatku a v Ústredním družstvu v Bratislavě, později byl redaktorom vícero novin a časopisů (Hospodářský obzor, Roľnické noviny a jiných). Po skončení druhé světové války pracoval jako lidově výchovný referent v Matici slovenské, redaktor časopisů a edicí vycházejících v Matici slovenské (Matičné čítanie, Praktická knižnica Matice slovenské a jiné) a nakonec i šéfredaktor Matičného čítania. Působil také ve Svazu slovenských spisovatelů a v letech 1954–1956 se stal také jeho předsedou. Často se stěhoval (Vozokany,[ujasnit] Veľké Leváre, Bernolákovo, Martin, Bratislava a jiná), nicméně pochován je na slovenském Národním hřbitově v Martině.

## Tvorba
Svoje první literární díla (poezii i prózu) začal publikovat v časopisech (Mladé prúdy, Svojeť, LUK, Slovenské pohľady, Tvorba, Elán a jiné). Je autorem básní se sociálními motivy, intimní lyriky a sociálních románů, tematicky čerpajících z prostředí vesnice a z období druhé světové války. Věnoval se také publicistické činnosti s národohospodářskou a kulturně výchovnou tematikou. Svojí tvorbou se řadí k literárnímu směru socialistický realismus.

## Dílo

### Poezie
- 1931 – Vysťahovalci, sbírka časopisecky vydaných básní
- 1942 – Na pravé poludnie, sbírka básní
- 1946 – Slovanské verše, sbírka básní

### Próza
- 1948 – Červené víno, román
- 1951 – Drevená dedina, román
- 1958 – Svätá tma, nedokončený román (vyšel jen 1. díl a torzo 2. dílu)

### Publicistická díla
- 1940 – Družstevné výstupy (vydáno pod pseudonymom Štefan Čulek)
- 1941 – Družstevné články a skúsenosti
- 1942 – Dozorný výbor v úverovom družstve
- 1943 – Babka k babce, budú kapce
- 1953 – Moskva – Leningrad – Jasná Poľana, cestopisné reportáže z jeho studijního pobytu v Sovětského svazu
- 1953 – Od veršov k románom, autobiografické dílo
- 1956 – Fejtóny, výběr z publicistické tvorby
- 1961 – Prechádzky po kraji, výběr z fejetonů